# Pokastrauch
Der Pokastrauch (Solanum torvum), auch Türkenbeere (engl. Turkey Berry), gehört zu der über 2000 Arten umfassenden Familie der Nachtschattengewächse (Solanaceae).

## Vorkommen
Ursprünglich kam die Pflanze aus Amerika. Es wird vermutet, dass ihr natürlicher Lebensraum im Bereich Florida, Alabama und der Westindischen Inseln gesucht werden muss. Die Pflanze wurde aber schon früh auf dem gesamten amerikanischen Kontinent von Mexiko bis Brasilien in der tropischen Zone verbreitet. Ob sie als Kulturpflanze eingeführt oder als Unkraut eingeschleppt wurde, kann heute nicht mehr mit Sicherheit festgestellt werden. Auch Angaben über ihr ursprüngliches Verbreitungsgebiet gelten als unsicher. Die Pflanze wurde von Amerika aus in fast alle tropischen Regionen als Nutzpflanze eingeführt und ist heute weltweit in ihrer Ökozone verbreitet.
Die Pflanze braucht einen Jahresniederschlag von 1000 bis 4000 mm, gedeiht aber auch in trockeneren Gebieten entlang von Wasserläufen. Auf Puerto Rico wächst sie von Meereshöhe bis 1000 Meter, auf Papua-Neuguinea bis auf eine Höhe von 2000 Metern.

## Beschreibung

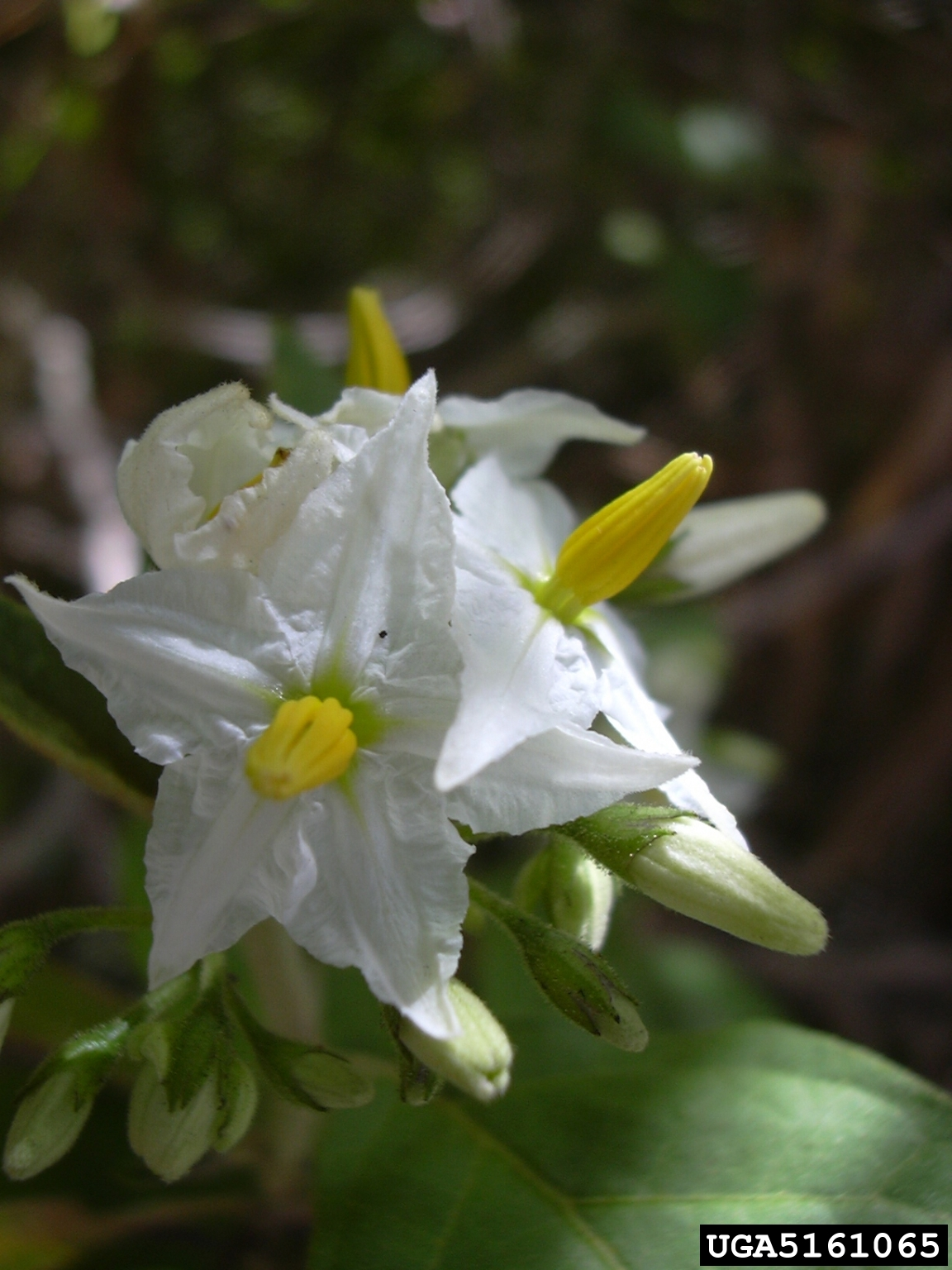
Blüten des Pokastrauches

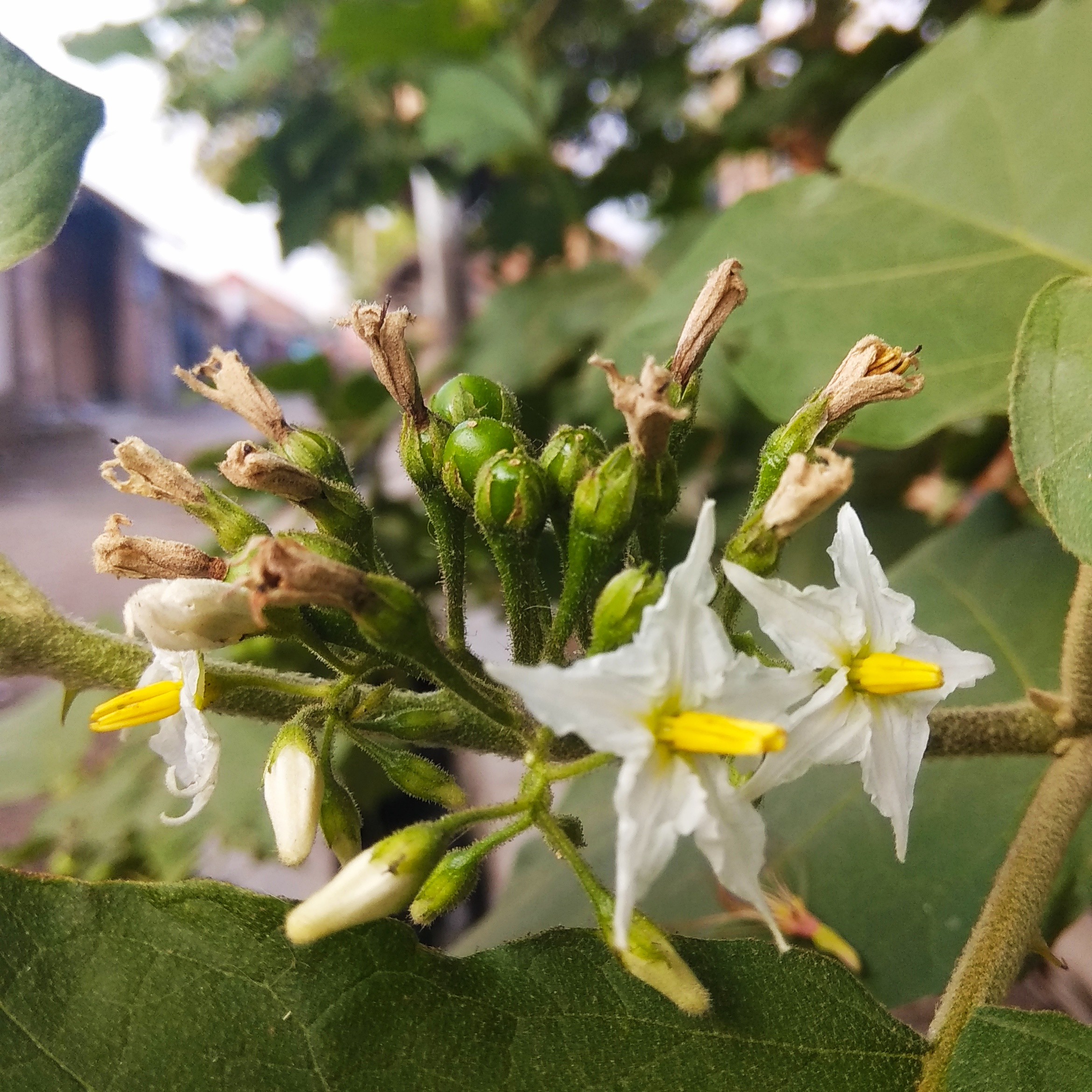
Blütenstand

Die Pflanze ist mehrjährig, immergrün und bildet einen etwa 3 Meter großen Strauch mit einem Stammdurchmesser am Boden von 2 Zentimeter. Die Pflanze ist schnellwüchsig und erreicht ihre normale Größe schon nach zwei Jahren, wird aber meist auch nicht älter. Es gibt vereinzelt Pflanzen, die älter werden, diese können bis 5 Meter hoch werden und einen Stammdurchmesser bis zu 8 Zentimeter erreichen. Die jüngeren Sprossachsen sind dicht, teils drüsig, feinhaarig, im Alter verkahlen sie dann ein wenig.
Die Pflanze besteht in der Regel aus einem einzelnen aus dem Boden ragenden Stamm, welcher sich schnell aufteilt. Sie besitzt schwach ausgebildete Pfahlwurzeln mit Seitentrieben. Die Pflanze besitzt einige Stacheln, die wechselständig angeordnet sind. Sie besitzt bis 15–20 Zentimeter große, mehr oder weniger herzförmige, mehr oder weniger gelappte bis grob gezähnte oder buchtige, einfache und gestielte Laubblätter. Die Blattspreiten sind fein behaart und teils stachelig. Die jüngeren Blätter sind geteilt. Der bis 5 Zentimeter lange Blattstiel ist drüsenhaarig.
Solanum torvum ist hetero- und distyl, es könnten allerdings auch männliche und zwttirige Blüten sein. Die gestielten Blüten sind in dichten und vielblütigen, drüsig behaarten und rispigen bis schirmrispigen, end- bis überachselständigen Blütenständen angeordnet. Die weißen, fünfzähligen und meist zwittrigen Blüten besitzen eine doppelte Blütenhülle. Der kleine Kelch mit spitzen Zipfeln ist drüsenhaarig und die im unteren Teil verwachsene, sternförmige Krone außen feinhaarig. Sie verwelken nach ihrer Öffnung recht schnell. Die konisch zusammenstehenden Staubblätter besitzen lange Antheren und kurze Staubfäden. Der behaarte Fruchtknoten ist oberständig. Aus den befruchteten Blüten entstehen die zuerst grünen Beeren, deren Farbe sich zu Gelb verändert, wenn sie gereift sind. Die kleinen und vielsamigen (300–400), kahlen Beeren mit beständigem Kelch erreichen einen Durchmesser von rund 1–1,5 Zentimeter. Die kleinen, flachen Samen sind bis 2 Millimeter groß.
Die Chromosomenzahl beträgt 2n = 24, selten 48.

## Nutzung
Da die Beerenfrüchte der Pflanze essbar sind, wird sie zu diesem Zweck in Süd- und Südostasien kultiviert. Die Früchte werden dort roh oder gekocht gegessen. So sind sie beispielsweise ein Bestandteil des thailändischen Grünen Curry (thailändisch: แกงเขียวหวาน). Andere Teile, vor allem die Wurzeln, finden in der Volksmedizin Anwendung.
Der Pokastrauch wird auch zum Veredeln mit verwandten Pflanzen verwendet. Dort vor allem mit Auberginen-Arten, da der Wurzelstock des Pokastrauches resistenter gegen Krankheiten als jener der aufgepflanzten Arten ist.

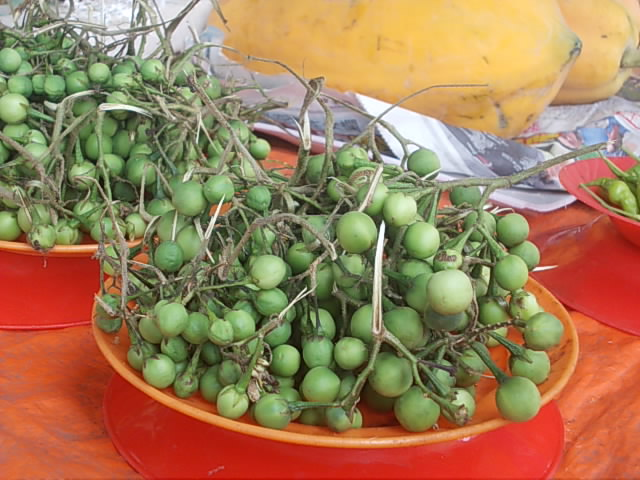
Beerenfrüchte in Malaysia
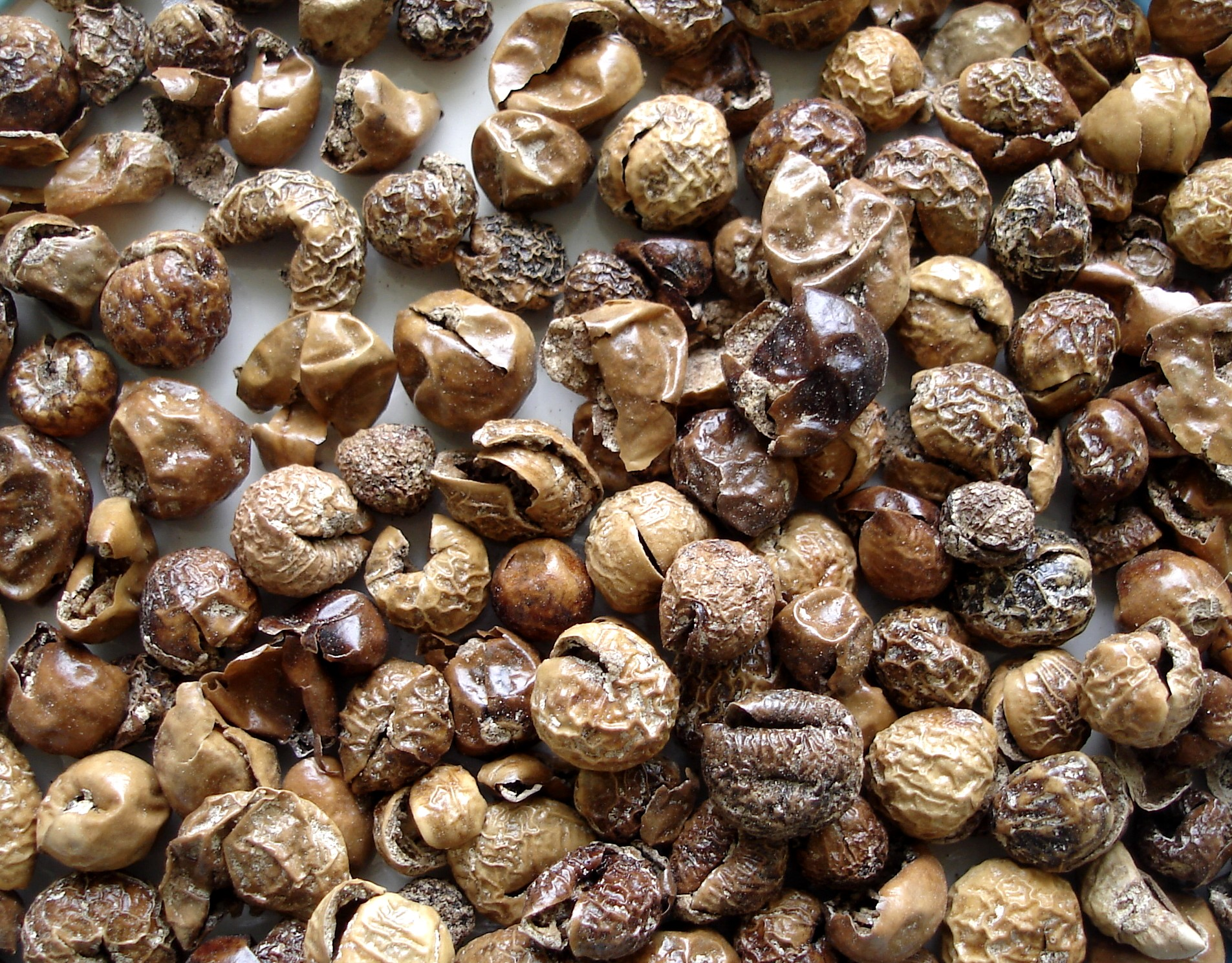
Getrocknete Beeren